# ویگودارتزره
ویگودارتزره (به ایتالیایی: Vigodarzere) یک کومونه در ایتالیا است که در استان پادووا واقع شده‌است. ویگودارتزره ۱۹٫۹ کیلومتر مربع مساحت و ۱۳٬۰۱۴ نفر جمعیت دارد.